# Худорожкина
Худорожкина — деревня в Черемховском районе Иркутской области России. Входит в состав Узколугского муниципального образования.

## География
Деревня находится на расстоянии 22 км к юго-востоку от города Черемхово, административного центра района.

## Население
| 2002 | 2010 | 2011 | 2012 |
| ---- | ---- | ---- | ---- |
| 324  | ↘282 | ↘281 | →281 |

### Гендерный состав
По данным Всероссийской переписи, в 2010 году в деревне проживали 282 человека (143 мужчины и 139 женщин).